# Myristica buchneriana
Myristica buchneriana är en tvåhjärtbladig växtart som beskrevs av Otto Warburg. Myristica buchneriana ingår i släktet Myristica och familjen Myristicaceae. Inga underarter finns listade i Catalogue of Life.